# Magazine (groupe)
Pour les articles homonymes, voir Magazine (homonymie).
Magazine est un groupe de rock britannique, originaire de Manchester, en Angleterre, formé en 1977 autour du chanteur Howard Devoto (ex-membre des Buzzcocks), et du guitariste John McGeoch. Leur premier single Shot by Both Sides sort début 1978. Leur premier album Real Life est salué par la critique anglaise lors de sa sortie et est considéré comme un des premiers disques post-punk. John McGeoch quitte le groupe après leur troisième album pour devenir le guitariste de Siouxsie and the Banshees en 1980. Le groupe se sépare un an plus tard avant d'effectuer une tournée de reformation en 2009.
Magazine et leur guitariste John McGeoch ont influencé plusieurs groupes et musiciens dont les Smiths, Radiohead,  MGMT et John Frusciante.

## Biographie
Howard Devoto forme Magazine à Manchester, peu après son départ du groupe punk the Buzzcocks au début de l'année 1977. Il rencontre le guitariste John McGeoch, et commencent à écrire des morceaux qui apparaîtront dans leur premier album de Magazine. Ils recrutent ensuite Barry Adamson à la basse, Bob Dickinson aux claviers et Martin Jackson (ex-the Freshies) à la batterie. Après avoir signé avec le label Virgin, Magazine joue son premier concert au Rafters de Manchester le 28 octobre 1977.
Dickinson, qui a des antécédents de musique classique et avant-gardiste, quitte après quelques concerts à la fin 1977. Au début de 1978, le groupe publie son premier single, Shot by Both Sides, que Magazine a enregistré en quatuor. Il comprend un style guitare-basse-batterie similaire à celui du punk rock. Peu après la sortie du single, Dave Formula, qui a brièvement joué dans les années 1960 avec un groupe local appelé St. Louis Union, se joint aux claviers. Shot by Both Sides utilise une chord progression comme suggérée par Pete Shelley, qui a également été utilisée dans le morceau Lipstick de Buzzcocks. Le single de Magazine atteint le Top 40 britannique. Puis ils participent à l'émission Top of the Pops en février 1979, jouant le single.
Leur deuxième album, Secondhand Daylight, est publié en 1979, et atteint le Top 40 UK. L'album se concentre bien plus sur le synthétiseur. La même année, McGeoch, Adamson et Formula se joignent au groupe électronique Visage pour enregistrer le single Tar. Après la sortie de Secondhand Daylight, Devoto décide de changer de producteur, optant pour Martin Hannett, qui produira leur prochain album, The Correct Use of Soap, sorti l'année suivante et qui atteint le Top 30.
Après sa sortie, McGeoch décide de quitter le groupe et de se joindre à Siouxsie and the Banshees. Pour le remplacer, le groupe recrute Robin Simon (Ultravox et Neo). Cette formation tourne en Europe et en Australie, et sort l'album live Play.
De nouveau sans guitariste, Devoto fait appel à un de ses vieux amis, Ben Mandelson (ex-Amazorblades). Cette formation sort le quatrième album, Magic, Murder and the Weather. Adamson continue de collaborer avec Visage, mai aussi avec Shelley, the Birthday Party et Nick Cave and the Bad Seeds. Jackson joue plus tard au sein des groupes The Chameleons, Swing Out Sister et the Durutti Column ; Formula continue au sein de Visage et se joint également à Ludus ; Mandelson se joint aux Mekons.

### Retour
En juillet 2008, Devoto et Magazine confirment leur réunion pour cinq dates en février 2009. La formation comprend Devoto, Formula, Adamson et Doyle. Les concerts, joués à guichet fermé, sont bien accueillis,,. Le groupe ira jouer dans des festivals britanniques, jouant en été au Soap Show de Manchester, Édimbourg et Londres.
Un nouvel album, No Thyself, est publié à l'international par Wire Sound le 24 octobre 2011, et le groupe embarque dans une tournée britannique en novembre. Le 16 avril 2016, à l'occasion du Record Store Day, le groupe sort Once @ the Academy, un EP cinq titres live enregistré pendant leur prestation à la Manchester Academy en février 2009.

## Influences
Une biographie de John McGeoch, sa vie et son héritage musical sort en avril 2022 aux éditions Omnibus Press. The Light Pours Out of Me - The Authorised Biography of John McGeoch comprend des interviews récentes et inédites de nombreux guitaristes et musiciens, dont Jonny Greenwood, Johnny Marr et John Frusciante qui ont tous cité John McGeoch comme une influence majeure sur leur travail.
Certaines chansons de Magazine sont reprises par d'autres groupes. Radiohead joue en concert "Shot By Both Sides". Morrissey enregistre une version de "A Song from Under The Floorboards" en 2006  et le groupe MGMT joue sur scène le morceau "Burst" en 2011.

## Membres
- Howard Devoto — chant
- Dave Formula — claviers
- Martin Jackson — batterie
- Barry Adamson — basse

## Discographie
- 1978 : Real Life (Virgin) ; inclus dans 1001 Albums You Must Hear Before You Die (2006)
- 1979 : Secondhand Daylight (Virgin)
- 1980 : The Correct Use of Soap (Virgin)
- 1980 : Play (Virgin) (live)
- 1981 : Magic Murder and the Weather (Virgin)
- 1982 : After the Fact (Virgin) (compilation)
- 1987 : Rays and Hail (Virgin) (compilation)
- 2008 : The Complete John Peel Sessions (EMI) (compilation)
- 2011 : No Thyself (Wire-Sound)